# Травень 2012
Тра́вень 2012 — п'ятий місяць 2012 року, що розпочався у вівторок 1 травня та закінчився в четвер 31 травня.

## Події
- 31 травня

- - Вішванатан Ананд переміг Бориса Гельфанда і вчетверте поспіль став чемпіоном світу з шахів.
  - ФБУ оголосила міста-господарі Євробаскету 2015. Ними стали такі міста: Дніпропетровськ, Донецьк, Івано-Франківськ, Київ, Львів та Одеса.[1]
- 30 травня
  - На нафтопроводі в районі міста Дейр-ез-Зор на сході Сирії невідомі здійснили вибух. Перекачування нафти по трубі було припинене.[2]
  - Фінансова піраміда Сергія Мавроді МММ-2011 обвалилася[3].
- 29 травня
  - В Італії у провінції Емілія-Романья стався землетрус. Загинуло 17 людей, близько 400 постраждало, майже 14 тисяч залишилися без даху над головою. У ніч на 30 травня у постраждалій області Емілія-Романья було зафіксовано ще більше 40 підземних поштовхів — вони ставалися щогодини.[4]
- 28 травня

- - Фільм австрійського режисера Міхаеля Ганеке «Любов» отримав Золоту пальмову гілку на 65-му Каннському кінофестивалі
- 27 травня
  - Шведська співачка Лорін Тальяуї перемогла на пісенному конкурсі «Євробачення 2012». Представниця України Гайтана посіла 15-те місце.
- 24 травня
  - Європарламент ухвалив резолюцію щодо України із закликом «негайно звільнити усіх в'язнів, засуджених за політичними мотивами, у тому числі і лідерів опозиції».
- 23 травня

- - В автокатастрофі на Львівщині загинув герой України, директор Львівської галереї мистецтв Борис Возницький.
- 22 травня
  - На півдні Індії у штаті Андхра Прадеш пасажирський експрес врізався у товарний поїзд. Щонайменше 18 людей загинули, серед них жінки та діти. Близько 30 дістали поранення.[5]
  - В Іспанії відбувся загальнонаціональний страйк проти скорочення витрат на освіту та обов'язкової часткової оплати навчання у вищих навчальних закладах. 22 травня в країні закриті всі школи та університети.[6]

- - РКН Falcon 9 компанії SpaceX вивела на орбіту корабель Dragon-C2/C3 розпочавши місію COTS Demo Flight 2.
- 20 травня
  - У ніч на неділю в Італії у регіоні Емілія-Романья за 36 кілометрів на північ від міста Болонья стався землетрус магнітудою 6,0. За кілька годин до цього був зафіксований перший підземний поштовх магнітудою 4,1. Епіцентр землетрусу, за даними сейсмологів, розташовувався на глибині 5,1 кілометра. У результаті стихійного лиха зруйновані десятки будинків, будівель і церков, загинули 7 людей, більше 50 постраждали.[7]
  - Перемогу на виборах президента Сербії виборов опозиційний кандидат лідер Сербської прогресивної партії Томислав Николич.
  - В районі узбережжя Японії, західної частини США та Канади спостерігалося кільцеподібне сонячне затемнення.
  - Англійський футбольний клуб «Челсі» вперше у своїй історії переміг у Лізі чемпіонів, здолавши у серії післяматчових пенальті німецьку «Баварію».
  - Під час ювілейної ХХ молодіжної пішої прощі Стрийської єпархії до Гошівської чудотворної ікони Богородиці, яка розташована на Ясній горі у монастирі отців Василіян с. Гошів на Івано-Франківщині, встановлено рекорд України — у пішому ході взяли участь 15027 осіб у вишиванках. Досягнення занесено до «Книги рекордів України»[8][9]. Загальна кількість прочан за різними підрахунками склала від 20 до 25 тис. Загальна відстань маршруту — 28 км.
- 18 травня
  - За підсумком первинного розміщення акцій Facebook компанія була оцінена у 104 млрд доларів.
  - Верховний суд Російської Федерації ліквідував Об'єднання українців Росії.
- 16 травня
  - Померла Марія Бієшу, молдовська оперна і камерна співачка.
- 15 травня
  - З космодрому Байконур стартувала ракета-носій «Союз-ФГ» з кораблем «Союз ТМА-04М», який доставить на МКС російських космонавтів Геннадія Падалку і Сергія Ревіна та астронавта НАСА Джозефа Акаба.
  - На 84-му році життя помер мексиканський письменник Карлос Фуентес.
- 14 травня
  - Віктор Янукович підписав новий Кримінально-процесуальний кодекс України.
- 13 травня
  - Титул чемпіона Євроліги з баскетболу 2012 року з рахунком 62:61 виборов Олімпіакос (баскетбольний клуб), якому лише одним балом поступився БК ЦСКА.
- 14 травня
  - Засновник Вікіпедії Джиммі Вейлз вперше відвідав Україну на запрошення фонду Пінчука для участі в роботі 5-го Молодіжного форуму Стипендіальної програми «Завтра.UA». На 15 травня запланована його публічна лекція «Як інтернет змінює майбутнє»[10]
- 10 травня
  - Донецький «Шахтар» усьоме став чемпіоном України з футболу.
- 7 травня
  - У квітні 2012 українська Вікіпедія увійшла в двадцятку найбільш відвідуваних у світі з показником 50,7 мільйонів переглянутих сторінок. Це на 58% або в 1,58 разів більше проти квітня 2011 (32,0 млн.). За темпами зростання популярності серед 20-и найбільш відвідуваних Вікіпедій — українська на другому місці і поступається лише китайській[11]
- 6 травня:
  - У Греції відбулися дострокові парламентські вибори, жодна з партій не здобула 151 місце для більшості. Вперше до парламенту пройшла націоналістична партія Золотий світанок[12].
  - У фіналі кубка України з футболу донецький «Шахтар» переміг «Металург».
- 1 травня
  - За даними оцінювання Freedom House Україна за рівнем свободи преси знаходиться на одній позиції (130-й) з Південним Суданом.[13]